# شهرداری سان آندرس
شهرداری سان آندرس (به اسپانیایی: San Andrés) یک شهرداری در بولیوی است که در استان بنی واقع شده‌است.